# Štěchovice (Boemia centrale)
Štěchovice è un comune mercato della Repubblica Ceca facente parte del distretto di Praha-západ, in Boemia Centrale.

## Collegamenti esterni

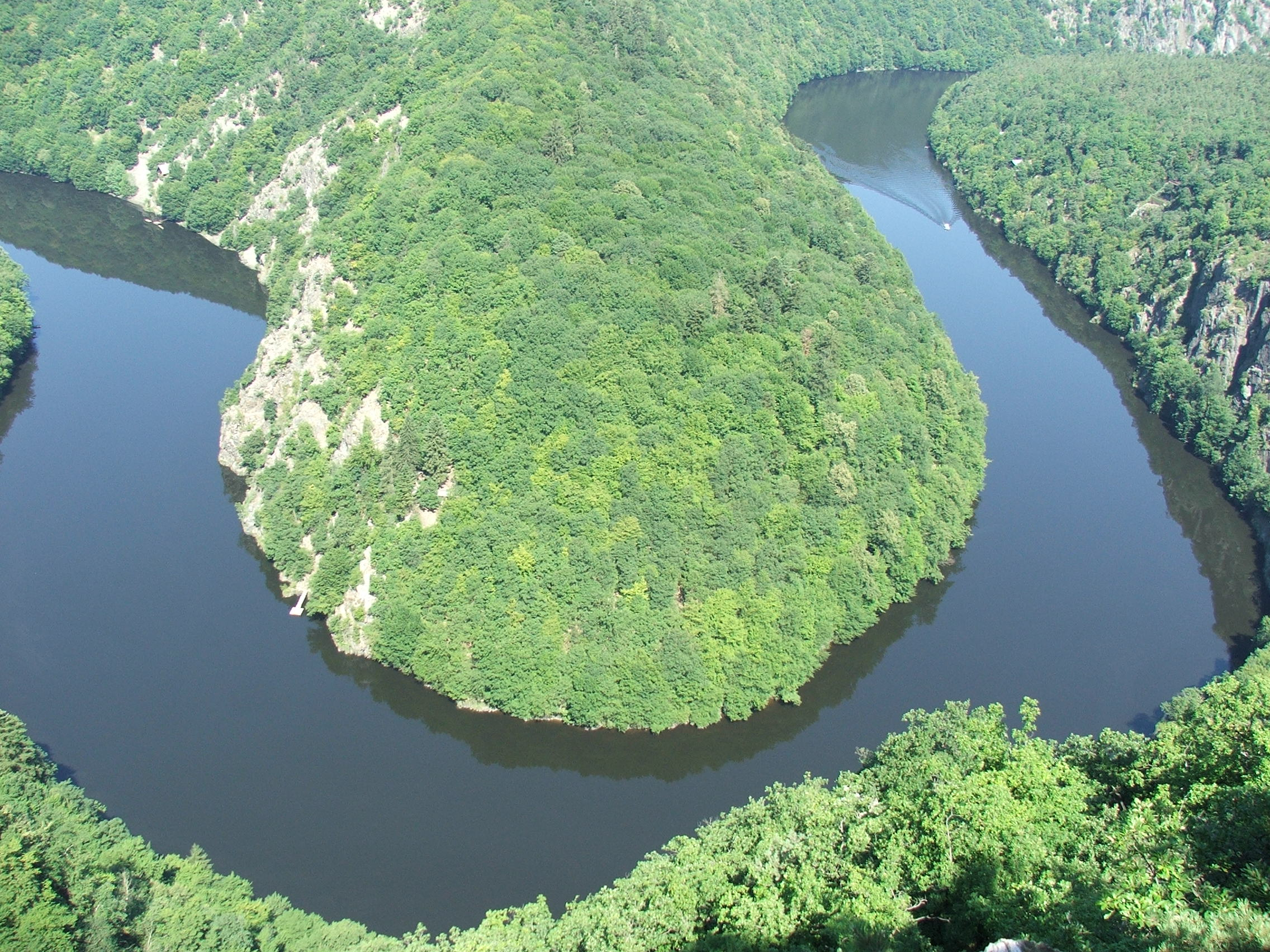
La Moldava nella riserva naturale di Štěchovice